# 시바, 인생을 던져
"시바, 인생을 던져"는 2013년에 개봉한 대한민국의 영화이다.

## 캐스팅
- 박기덕 : 병태 역
- 수현 : 한나 역
- 이미라 : 순영 역
- 이정국 : 최 감독 역
- 조재현 : 백 감독 역 (특별출연)